# Heather Boushey
Heather Marie Boushey (1970) es directora ejecutiva y economista en jefe del Centro de Washington para el Crecimiento Equitativo, un think tank fundado con el fin de realizar análisis de vanguardia acerca de cómo los cambios estructurales en la economía de EE. UU., particularmente aquellos vinculados a la desigualdad, afectan al crecimiento económico. Es Socia Senior en el think tank estadounidense Centro para el Progreso Americano y escribió el libro Encontrando el Tiempo: La Economía del Conflicto Trabajo-Vida, publicado en 2016 por Harvard Prensa Universitaria.

## Vida y carrera
Boushey nació en Seattle y creció en Mukilteo, Washington. Obtuvo su Ph.D. en Economía en la Escuela Nueva para Búsqueda Social y su título de grado de la Universidad de Hampshire.
Se desempeñó en el pasado como Economista Senior en el Comité Económico Conjunto del Congreso de los Estados Unidos y antes de aquello, en el Centro para la Investigación Económica y Política y el Instituto de Política Económica. Su trabajo es muy amplio siendo algunas de las principales temáticas que abarca el mercado de trabajo de los EE. UU., cuestiones de política social, y balance entre trabajo y familia. Boushey ha sido convocada en calidad de testigo ante el Congreso de EE. UU. y redactado un gran número de informes acerca de diversos asuntos que afectan a las familias trabajadoras, incluyendo las implicaciones de la reforma de bienestar efectuada en 1996. Es coautora del libro The State of Working America 2002–3 y Hardships in America: The Real Story of Working Families.
A su vez, Boushey es investigadora afiliada del Centro de Pobreza Nacional en la Escuela de Política Pública Gerald R. Ford y forma parte de la junta de revisión del editorial de WorkingUSA y el Journal of Poverty. Su trabajo ha aparecido en Dollars & Sense, In These Times y New Labor Forum, así como también en publicaciones con referato que incluyen Review of Political Economy y National Women’s Studies Association Journal.
El 31 de marzo de 2007, Boushey se casó con Todd Tucker, exdirector de investigación del Global Trade Watch, división Public Citizen que se especializa en los aspectos legales, económicos y las consecuencias políticas de los acuerdos de comercio<meta />, incluyendo el Tratado de Libre Comercio de América del Norte (TLCAN).
EL 13 de septiembre de 2011, Boushey atestiguó ante el Subcomité de Asuntos Reguladores, Descuido de Estímulos y Gasto Público, acerca de las últimas propuestas laborales realizadas por el presidente Barack Obama.

## Intervenciones en "Mommy Wars"
En respuesta a una serie de artículos publicados en el New York Times que afirmaban que las mujeres altamente educadas se estaban retirando del mercado laboral, Boushey publicó resultados obtenidos a partir de análisis econométricos que probaba que exactamente lo contrario estaba ocurriendo y que estas mujeres -en conjunto con mujeres y trabajadores en toda la economía- estaban simplemente bajo el efecto de la recesión económica nacional. Los economistas del Bureau of Labor Statistics, Emy Sok y Sharon Cohany encontraron que, en 2005, el índice de participación de madres casadas con hijos en edad preescolar era del 60%, aproximadamente 4 puntos porcentuales más bajos que su máximo, registrado en los años 1997 y 1998. El economista Saul Hoffman, por su parte, evidenció que entre 1984 y 2004, la presencia de niños ha tenido un impacto negativo menor en la participación de fuerza del trabajo de todas las mujeres de entre 25 y 44 años. Este hallazgo confirma el informe de Boushey en el que afirma que en la actualidad hay una penalidad inferior vinculada a la maternidad. Sin embargo, este efecto varía mucho según el estado civil: la tasa de actividad de las madres solteras de 25 a 44 años aumentó un total de 9 puntos porcentuales entre 1993 y 2000, mientras que el indicador para mujeres solteras del mismo rango etario con hijos de 5 años creció un total de 14 puntos porcentuales. En contraste, la tasa de actividad para madres casadas aumentó solamente 1 punto porcentual en el mismo período, mientras que el de las mujeres casadas con niños menores a 5 años permaneció constante.

## Algunas publicaciones
- Boushey, Heather. Finding Time : The Economics of Work-Life Conflict, Harvard University Press, April 2016 ISBN 9780674660168[8]

- Boushey, Heather and Ann O'Leary (eds.). The Shriver Report: A Woman’s Nation Changes Everything, Center for American Progress, octubre 2009.

- Boushey, Heather; Weller, Christian E. (enero de 2008). «Has growing inequality contributed to rising household economic distress?». Review of Political Economy (Taylor and Francis) 20 (1): 1-22. doi:10.1080/09538250701661764.

- Boushey, Heather (enero de 2008). «"Opting out?" The effect of children on women's employment in the United States». Feminist Economics (Taylor and Francis) 14 (1): 1-36. doi:10.1080/13545700701716672.

- Albelda, Randy, Heather Boushey, Elizabeth Chimienti, Rebecca Ray and Ben Zipperer. Bridging the Gaps: A Picture of How Work Supports Work in Ten States, Center for Economic and Policy Research, octubre de 2007.

- Boushey, Heather, Shawn Fremstad, Rachel Gragg, and Margy Waller. Understanding Low-Wage Work in the United States, Center for Economic and Policy Research, marzo de 2007.

- Boushey, Heather and John Schmitt. Impact of Proposed Minimum-Wage Increase on Low-income Families, Center for Economic and Policy Research, diciembre de 2005.

- Boushey, Heather. Are women opting out? Debunking the myth, Center for Economic and Policy Research, noviembre de 2005.

- Boushey, Heather and Joseph Wright. Workers Receiving Employer-Provided Health Insurance, Center for Economic and Policy Research, abril de 2004.

- Baiman, Ron, Heather Boushey and Dawn Saunders. Political economy and contemporary capitalism : radical perspectives on economic theory and policy. Armonk, N.Y.: M.E. Sharpe, 2000, ISBN 978-0-7656-0529-0.

- Mutari, Ellen, Heather Boushey and William Fraher. Gender and political economy : incorporating diversity into theory and policy. Armonk, N.Y.: M.E. Sharpe, 1997, ISBN 978-1-56324-996-9.